# DT56a
DT56a (Femarelle) es un modulador selectivo de los receptores estrogénicos, MSRE, para el tratamiento de menopausia y salud ósea. El DT56a se obtiene a través de un proceso único de elaboración de las semillas de soja que produce un compuesto estable y estandarizado con características peculiares.

## Modalidades de acción
DT56a desempeña una acción agonística (estimulante) sobre los receptores de estrógeno  en el cerebro y en los huesos, aliviando así los síntomas de la menopausia como calores y elevando la densidad mineral ósea (DMO). También posee un efecto antagonista (bloqueante) en  los tejidos de la mama y del útero, así que no implica la proliferación de alguna célula en estos tejidos. Si consideramos las recientes evidencias, DT56a regenera los huesos por el incremento de la actividad de los osteoblastos,  DT56a es entonces un agente único contra la degeneración ósea en la fase de  post menopausia,  gracias a sus peculiares propiedades de formación ósea. Aunque acciona sobre los receptores de estrógenos, DT56a no influencia el perfil hormonal en la sangre eso indica que el cuerpo no lo reconoce como estrógeno. Se ha demostrado también que DT56a no afecta la coagulación sanguínea.

## Indicaciones
Se recomienda DT56a para el tratamiento de los síntomas de la menopausia y para mejorar la salud ósea.

## Últimos descubrimientos
Un recién estudio ha demostrado que DT56a no tiene reacciones adversas en la coagulación sanguínea tanto en mujeres sanas así como en mujeres que padecen trombosis. Nachtigall L., artículo de prensa

## Nombres  comerciales
Femarelle (Grecia, Italia, España, Israel, Estados Unidos, India, Hong Kong, Letonia, Lituania, Estonia)

Tofupill (Noruega, Suecia, Chipre, México)

Bonfemi (Finlandia)